# فليتشير هانكس
فليتشير هانكس (بالإنجليزية: Fletcher Hanks)‏ هو فنان قصص مصورة أمريكي، ولد في 1 ديسمبر 1887 في نيوجيرسي في الولايات المتحدة، وتوفي في 1 فبراير 1976 في نيويورك في الولايات المتحدة بسبب انخفاض درجة الحرارة.